# Patricius (geslacht)
Patricius is een geslacht van vlinders uit de familie van de Lycaenidae (Kleine pages, vuurvlinders en blauwtjes). De wetenschappelijke naam en de beschrijving van dit geslacht werden voor het eerst in 1991 gepubliceerd door Zsolt Bálint. 

## Soorten
- Patricius gaborronkayi (Bálint, 1997)
- Patricius felicis (Oberthür, 1886)
- Patricius younghusbandi (Elwes, 1906)
- Patricius lucifera (Staudinger, 1867)
- Patricius lucifuga (Fruhstorfer, 1915)
- Patricius themis (Grum-Grshimailo, 1891)
- Patricius lucina (Grum-Grshimailo, 1902)
- Patricius sagona Zhdanko, 2002